# Liste der Baudenkmäler in Bad Birnbach
Auf dieser Seite sind die Baudenkmäler in dem niederbayerischen Markt Bad Birnbach zusammengestellt. Diese Tabelle ist eine Teilliste der Liste der Baudenkmäler in Bayern. Grundlage ist die Bayerische Denkmalliste, die auf Basis des Bayerischen Denkmalschutzgesetzes vom 1. Oktober 1973 erstmals erstellt wurde und seither durch das Bayerische Landesamt für Denkmalpflege geführt wird. Die folgenden Angaben ersetzen nicht die rechtsverbindliche Auskunft der Denkmalschutzbehörde.

## Baudenkmäler nach Ortsteilen

### Bad Birnbach
| Lage                                | Objekt                                    | Beschreibung | Akten-Nr.              | Bild                                |
| ----------------------------------- | ----------------------------------------- | --- | ---------------------- | ----------------------------------- |
| Bräugasse 3 (Standort)              | Wohnhaus                                  | Stattlicher zweigeschossiger Blockbau, mit beidseitigen Giebelschroten und südwestlichem Anbau in Blockbau, im Kern 19. Jahrhundert | D-2-77-113-3 Wikidata  | Wohnhaus                            |
| Graf-Arco-Straße 1 (Standort)       | Wohnhaus                                  | Teil des ehemaligen Schlosses, dreigeschossiger Putzbau mit Halbwalm und Erker an der Westseite, wohl 18. Jahrhundert               | D-2-77-113-4 Wikidata  | weitere Bilder                      |
| Grotthamer Straße 10 (Standort)     | Bauernhaus                                | Ehemaliges Wohnstallhaus, mit Blockbau-Obergeschoss und Giebelschrot, 18. Jahrhundert                                               | D-2-77-113-5 Wikidata  | Bauernhaus                          |
| Hofmark 17 (Standort)               | Wohnteil des ehemaligen Bauernhofes       | Zweigeschossiger Blockbau mit Kniestock, 18./19. Jahrhundert                                                                        | D-2-77-113-8 Wikidata  | Wohnteil des ehemaligen Bauernhofes |
| Kirchplatz 1; Hofmark 18 (Standort) | Katholische Pfarrkirche Mariä Himmelfahrt | Gotischer Strebepfeilerbau, 15. Jahrhundert, klassizistischer Turm, 1828/31; mit Ausstattung Kirchhofmauer mit Durchgangsöffnungen  | D-2-77-113-1 Wikidata  | weitere Bilder                      |
| Pfarrkirchner Straße 20 (Standort)  | Ehemaliges Wohn- und Geschäftshaus        | Zweigeschossig, mit Putzgliederung in klassizistisch-neubarocken Formen, bezeichnet „1907“                                          | D-2-77-113-12 Wikidata | Ehemaliges Wohn- und Geschäftshaus  |

### Armstetten
| Lage                    | Objekt                         | Beschreibung                                                                                   | Akten-Nr.              | Bild |
| ----------------------- | ------------------------------ | ---------------------------------------------------------------------------------------------- | ---------------------- | ---- |
| Armstetten 1 (Standort) | Bauernhaus eines Vierseithofes | Dreigeschossiger massiver Satteldachbau, mit Bemalung und Putzgliederung, Ende 19. Jahrhundert | D-2-77-113-13 Wikidata | BW   |

### Asenham
| Lage                                         | Objekt                                                                | Beschreibung | Akten-Nr.               | Bild                                                                  |
| -------------------------------------------- | --------------------------------------------------------------------- | --- | ----------------------- | --------------------------------------------------------------------- |
| Barthdoblfeld, westlich des Ortes (Standort) | Kleine Wegkapelle                                                     | Erste Hälfte 19. Jahrhundert | D-2-77-113-19 Wikidata  | BW                                                                    |
| Dompropst-Pichler-Straße 4 (Standort)        | Bauernhaus eines Vierseithofes                                        | Zweigeschossiger Blockbau, zum Teil verbrettert, im Kern Ende 18. Jahrhundert und zweite Hälfte 19. Jahrhundert, mit späterem Halbwalmdach | D-2-77-113-15 Wikidata  | BW                                                                    |
| Dompropst-Pichler-Straße 8 (Standort)        | Blockbauwohnteil des ehemaligen Kleinbauernhauses                     | Im Kern erste Hälfte 19. Jahrhundert, Dach später                                                                                          | D-2-77-113-16 Wikidata  | BW                                                                    |
| Ebenäcker, nördlich des Ortes (Standort)     | Kleine Feldkapelle                                                    | Erste Hälfte 19. Jahrhundert | D-2-77-113-20 Wikidata  | BW                                                                    |
| Wirtsberg 4 (Standort)                       | Katholische Pfarrkirche St. Leonhard, Chor (ehemalige Schlosskapelle) | 15. Jahrhundert, Langhaus 1873, Turm 1885; mit Ausstattung                                                                                 | D-2-77-113-17 Wikidata  | Katholische Pfarrkirche St. Leonhard, Chor (ehemalige Schlosskapelle) |
| Wirtsberg 6 (Standort)                       | Ehemalige Schule                                                      | Mit verputztem Blockbau-Obergeschoss und Schopfwalmdach, wohl noch 18. Jahrhundert                                                         | D-2-77-113-138 Wikidata | BW                                                                    |
| Wirtsberg 8 (Standort)                       | Stallstadel                                                           | Langgestreckter Bau mit flach geneigtem Satteldach und Andreaskreuz-Bundwerk am Obergeschoss, gegen Mitte 19. Jahrhundert                  | D-2-77-113-18 Wikidata  | BW                                                                    |

### Au
| Lage                     | Objekt      | Beschreibung | Akten-Nr.              | Bild |
| ------------------------ | ----------- | --- | ---------------------- | ---- |
| Au 1; Flur Au (Standort) | Dreiseithof | Stattliches Rottaler Bauernhaus, mit Blockbau-Obergeschoss, flach geneigtem Satteldach und bemaltem Giebelschrot, bezeichnet „1843“ Großer Stallstadel, in Bundwerk mit Andreaskreuzen, gleichzeitig Lang gestreckter Nordwestflügel mit Troadkasten im Obergeschoss, gleichzeitig | D-2-77-113-21 Wikidata | BW   |

### Aunham
| Lage                | Objekt                                | Beschreibung                                                                                                | Akten-Nr.              | Bild                                  |
| ------------------- | ------------------------------------- | --- | ---------------------- | ------------------------------------- |
| Aunham 8 (Standort) | Katholische Filialkirche St. Johannes | Einschiffiger Bau mit Westturm, Ende 15. Jahrhundert, Langhausmauern im Kern spätromanisch; mit Ausstattung | D-2-77-113-22 Wikidata | Katholische Filialkirche St. Johannes |

### Brandstatt
| Lage                           | Objekt                              | Beschreibung | Akten-Nr.              | Bild |
| ------------------------------ | ----------------------------------- | --- | ---------------------- | ---- |
| Gernstraße 7 (Standort)        | Kleinbauernhaus eines Dreiseithofes | Zweigeschossiger Blockbau, im Kern um 1800 | D-2-77-113-24 Wikidata | BW   |
| Obere Brandstatt 1 (Standort)  | Ehemaliger Einfirsthof              | Giebelständiges Wohnstallhaus in verschaltem Blockbau mit verbrettertem Giebelschrot, im Kern Anfang 19. Jahrhundert                                                                       | D-2-77-113-25 Wikidata | BW   |
| Obere Brandstatt 4 (Standort)  | Mittertennbau                       | Verschalter Blockbau mit Giebelschrot und flach geneigtem Satteldach, Mitte 19. Jahrhundert                                                                                                | D-2-77-113-26 Wikidata | BW   |
| Untere Brandstatt 4 (Standort) | Ehemaliges Wohnstallhaus            | Mittertennhaus, breit gelagerter, verschalter und giebelständiger Blockbau mit flach geneigtem Satteldach und Giebelschrot, im Kern noch 18. Jahrhundert und zweite Hälfte 19. Jahrhundert | D-2-77-113-27 Wikidata | BW   |

### Brombach
| Lage                                | Objekt                                  | Beschreibung | Akten-Nr.              | Bild                                    |
| ----------------------------------- | --------------------------------------- | --- | ---------------------- | --------------------------------------- |
| Am Schloßberg 4 (Standort)          | Katholische Kirche St. Jakob der Ältere | Kleiner gotischer Bau, wohl 14. Jahrhundert, Dachreiter mit Zwiebelhaube, Sakristei 1721; mit Ausstattung       | D-2-77-113-28 Wikidata | Katholische Kirche St. Jakob der Ältere |
| Bad Birnbacher Straße 17 (Standort) | Kleines Bauernhaus                      | Zweigeschossiger Blockbau, Ende 18./Anfang 19. Jahrhundert                                                      | D-2-77-113-30 Wikidata | BW                                      |
| Kellerbergstraße 1 (Standort)       | Bauernhaus                              | Mit Blockbau-Obergeschoss und Giebelschrot, erste Hälfte 19. Jahrhundert                                        | D-2-77-113-31 Wikidata | BW                                      |
| Kieferlinger Straße 4 (Standort)    | Bauernhaus eines Vierseithofes          | Massiv, mit Blockbau-Kniestock, an der Front erneuertes Fresko, 18. Jahrhundert Bundwerkstadel, 18. Jahrhundert | D-2-77-113-32 Wikidata | BW                                      |

### Brunndobl
| Lage                    | Objekt     | Beschreibung                                                                                       | Akten-Nr.              | Bild |
| ----------------------- | ---------- | -------------------------------------------------------------------------------------------------- | ---------------------- | ---- |
| Brunndobl 32 (Standort) | Bauernhaus | Zweigeschossiger Blockbau, mit Giebelschrot und flach geneigtem Satteldach, Anfang 19. Jahrhundert | D-2-77-113-34 Wikidata | BW   |

### Dachsberg
| Lage                   | Objekt                               | Beschreibung                                           | Akten-Nr.               | Bild |
| ---------------------- | ------------------------------------ | ------------------------------------------------------ | ----------------------- | ---- |
| Dachsberg 1 (Standort) | Bauernhaus mit Blockbau-Obergeschoss | Im Kern Anfang 19. Jahrhundert, später gedrehter First | D-2-77-113-139 Wikidata | BW   |

### Doblham
| Lage                 | Objekt                                  | Beschreibung                                                                                               | Akten-Nr.              | Bild |
| -------------------- | --------------------------------------- | --- | ---------------------- | ---- |
| Doblham 1 (Standort) | Rottaler Bauernhaus eines Vierseithofes | Zweigeschossiger Blockbau mit Giebelschrot und flach geneigtem Satteldach, viertes Viertel 18. Jahrhundert | D-2-77-113-35 Wikidata | BW   |

### Freiling
| Lage                  | Objekt      | Beschreibung                                  | Akten-Nr.              | Bild |
| --------------------- | ----------- | --------------------------------------------- | ---------------------- | ---- |
| Freiling 1 (Standort) | Holzkapelle | Erste Hälfte 19. Jahrhundert; mit Ausstattung | D-2-77-113-37 Wikidata | BW   |

### Gigeröd
| Lage                 | Objekt                         | Beschreibung | Akten-Nr.              | Bild |
| -------------------- | ------------------------------ | --- | ---------------------- | ---- |
| Gigeröd 2 (Standort) | Bauernhaus eines Vierseithofes | Zweigeschossiger Blockbau, zum Teil verschindelt, mit Traufschrot, zweites Viertel 19. Jahrhundert, Dach später | D-2-77-113-39 Wikidata | BW   |
| Gigeröd 3 (Standort) | Bauernhaus eines Dreiseithofes | Zweigeschossiger Blockbau mit Traufschrot, erstes Drittel 19. Jahrhundert, Dach später                          | D-2-77-113-38          | BW   |

### Gillöd
| Lage                   | Objekt  | Beschreibung                                                                       | Akten-Nr.              | Bild |
| ---------------------- | ------- | ---------------------------------------------------------------------------------- | ---------------------- | ---- |
| Flur Gillöd (Standort) | Kapelle | Großer neugotischer Backsteinbau, drittes Viertel 19. Jahrhundert; mit Ausstattung | D-2-77-113-40 Wikidata | BW   |

### Grottham
| Lage                     | Objekt                                    | Beschreibung                                                                                | Akten-Nr.              | Bild |
| ------------------------ | ----------------------------------------- | ------------------------------------------------------------------------------------------- | ---------------------- | ---- |
| Grottham 4 (Standort)    | Zugehöriger Ostflügel                     | Lang gestreckter Traidkasten mit Blockbau-Obergeschoss, zweites Viertel 19. Jahrhundert     | D-2-77-113-41 Wikidata | BW   |
| Grottham 18 (Standort)   | Bauernhaus eines ehemaligen Dreiseithofes | Teilverschindelter Blockbau mit Traufschrot und flach geneigtem Satteldach, 18. Jahrhundert | D-2-77-113-43 Wikidata | BW   |
| Grottham 20 (Standort)   | Bauernhaus eines ehemaligen Vierseithofes | Zweigeschossiger Blockbau, 18./19. Jahrhundert, Dach später                                 | D-2-77-113-42          | BW   |
| Nähe Grottham (Standort) | Ausstattung der Vorgängerkapelle von 1831 | In Neubau von 1996/97                                                                       | D-2-77-113-44 Wikidata | BW   |

### Grub
| Lage              | Objekt                                  | Beschreibung                                          | Akten-Nr.              | Bild |
| ----------------- | --------------------------------------- | ----------------------------------------------------- | ---------------------- | ---- |
| Grub 3 (Standort) | Westflügel des ehemaligen Vierseithofes | Mit Traidkasten im Obergeschoss, Ende 18. Jahrhundert | D-2-77-113-45 Wikidata | BW   |

### Haberling
| Lage                    | Objekt                          | Beschreibung | Akten-Nr.              | Bild |
| ----------------------- | ------------------------------- | --- | ---------------------- | ---- |
| Haberling 6 (Standort)  | Rottaler Bauernhaus in Blockbau | Mit flach geneigtem Satteldach und Giebelschrot, Anfang 19. Jahrhundert                                              | D-2-77-113-47 Wikidata | BW   |
| Haberling 15 (Standort) | Kleinbauernhaus                 | Mit verschindeltem Blockbau-Obergeschoss, Traufschrot und flach geneigtem Satteldach, erstes Drittel 19. Jahrhundert | D-2-77-113-48 Wikidata | BW   |

### Hahnöd
| Lage                | Objekt                                    | Beschreibung                                                                              | Akten-Nr.              | Bild |
| ------------------- | ----------------------------------------- | ----------------------------------------------------------------------------------------- | ---------------------- | ---- |
| Hahnöd 1 (Standort) | Bauernhaus eines ehemaligen Vierseithofes | Zweigeschossiger Blockbau, zum Teil verkleidet, im Kern Ende 18. Jahrhundert, Dach später | D-2-77-113-50 Wikidata | BW   |

### Hainthal
| Lage                  | Objekt                                  | Beschreibung                                                                                       | Akten-Nr.              | Bild |
| --------------------- | --------------------------------------- | -------------------------------------------------------------------------------------------------- | ---------------------- | ---- |
| Hainthal 1 (Standort) | Rottaler Bauernhaus eines Vierseithofes | Zweigeschossiger Blockbau, mit flach geneigtem Satteldach und Giebelschroten, Ende 18. Jahrhundert | D-2-77-113-51 Wikidata | BW   |

### Hirschbach
| Lage                          | Objekt                             | Beschreibung | Akten-Nr.               | Bild           |
| ----------------------------- | ---------------------------------- | --- | ----------------------- | -------------- |
| Dorfplatz 1 (Standort)        | Vierseithof                        | Stattliche geschlossene Anlage Bauernhaus, mit Blockbau-Obergeschoss, Schrot und flach geneigtem Satteldach, bezeichnet „1820/21“ Stallstadel mit Knechtstube, Ständerbohlenbau, zweites Viertel 19. Jahrhundert Stadel mit Remise, Backsteinbau, um 1860 Stall, Backsteinbau, um 1860 Hoftor, an Zugangstüre bezeichnet „1863“ | D-2-77-113-53 Wikidata  | BW             |
| Dorfplatz 2 (Standort)        | Katholische Pfarrkirche St. Martin | Spätgotischer Bau des 15. Jahrhunderts, nach Westen erweitert 1881; mit Ausstattung Kriegerdenkmal, um 1925, südöstlich der Kirche | D-2-77-113-54           | weitere Bilder |
| Waldhofer Straße 1 (Standort) | Ehemaliges Feuerwehrhaus           | Walmdachbau mit Turmaufsatz, zwei Toren, Putzgliederung und Bemalung, bezeichnet „1950“ | D-2-77-113-140 Wikidata | BW             |
| Waldhofer Straße 2 (Standort) | Bauernhaus                         | Mit Blockbau-Obergeschoss, Anfang 19. Jahrhundert | D-2-77-113-56 Wikidata  | BW             |

### Hölzlberg
| Lage                   | Objekt                                 | Beschreibung | Akten-Nr.              | Bild           |
| ---------------------- | -------------------------------------- | --- | ---------------------- | -------------- |
| Hölzlberg 1 (Standort) | Katholische Wallfahrtskirche St. Georg | Frühgotischer Bau, 13./14. Jahrhundert, Turmoberbau barock; mit Ausstattung Kirchhofeinfriedung, Bruchsteinmauer, 17./18. Jahrhundert | D-2-77-113-57 Wikidata | weitere Bilder |
| Hölzlberg 2 (Standort) | Wohnstallhaus                          | Mit Blockbau-Obergeschoss und flach geneigtem Satteldach, Ende 18. Jahrhundert                                                        | D-2-77-113-58 Wikidata | weitere Bilder |

### Holzhäuser
| Lage                     | Objekt                            | Beschreibung | Akten-Nr.              | Bild |
| ------------------------ | --------------------------------- | --- | ---------------------- | ---- |
| Holzhäuser 13 (Standort) | Hakenhof                          | Mittertennbau in verschindeltem Blockbau, mit flach geneigtem Satteldach und Giebelschrot, bezeichnet „1737“ Anbau, Ständerbau, 19. Jahrhundert | D-2-77-113-59 Wikidata | BW   |
| Holzhäuser 16 (Standort) | Wohnstallhaus eines Dreiseithofes | Zweigeschossiger Blockbau mit steilerem Dach, Anfang 19. Jahrhundert                                                                            | D-2-77-113-60 Wikidata | BW   |

### Kieferling
| Lage                    | Objekt                  | Beschreibung                                                             | Akten-Nr.              | Bild |
| ----------------------- | ----------------------- | ------------------------------------------------------------------------ | ---------------------- | ---- |
| Kieferling 6 (Standort) | Zugehörig Wohnstallhaus | Mit zweigeschossigem Blockbau, im Kern Ende 18. Jahrhundert, Dach später | D-2-77-113-61 Wikidata | BW   |

### Kinten
| Lage                | Objekt                                                                  | Beschreibung                                                                                           | Akten-Nr.              | Bild |
| ------------------- | ----------------------------------------------------------------------- | --- | ---------------------- | ---- |
| Kinten 1 (Standort) | Rottaler Bauernhaus eines Vierseithofes, erstes Drittel 19. Jahrhundert | | D-2-77-113-62 Wikidata | BW   |
| Kinten 2 (Standort) | Bauernhaus eines Vierseithofes                                          | Mit Blockbau-Obergeschoss, Giebelschrot und flach geneigtem Satteldach, erstes Viertel 19. Jahrhundert | D-2-77-113-63 Wikidata | BW   |

### Kirchberg
| Lage                    | Objekt                                 | Beschreibung | Akten-Nr.              | Bild |
| ----------------------- | -------------------------------------- | --- | ---------------------- | ---- |
| Kirchberg 3 (Standort)  | Kleinbauernhaus                        | Mittertennbau, mit Blockbau-Obergeschoss und flach geneigtem Satteldach, erstes Drittel 19. Jahrhundert                    | D-2-77-113-65 Wikidata | BW   |
| Kirchberg 11 (Standort) | Katholische Pfarrkirche St. Pankratius | Spätgotischer Gewölbebau, im Kern Ende 15. Jahrhundert, Westturm wohl noch 13. Jahrhundert, Vorhalle 1630; mit Ausstattung | D-2-77-113-64 Wikidata | BW   |

### Kynoten
| Lage                 | Objekt                                              | Beschreibung | Akten-Nr.              | Bild |
| -------------------- | --------------------------------------------------- | --- | ---------------------- | ---- |
| Kynoten 1 (Standort) | Rottaler Bauernhaus eines stattlichen Vierseithofes | Mit Blockbau-Obergeschoss, flach geneigtem Satteldach und Giebelschrot, um 1820/40 Entlang der Straße lang gestreckter Flügel mit Blockbau-Obergeschoss und korbbogiger Durchfahrt, flach geneigtes Satteldach, 1854 Hofkapelle, Blankziegelbau von 1906; mit Ausstattung | D-2-77-113-67 Wikidata | BW   |

### Landerham
| Lage                   | Objekt                                  | Beschreibung                                                                                                | Akten-Nr.              | Bild |
| ---------------------- | --------------------------------------- | --- | ---------------------- | ---- |
| Landerham 7 (Standort) | Rottaler Bauernhaus eines Dreiseithofes | In Blockbau, mit Schroten und flach geneigtem Satteldach, Reste von Bemalung, zweite Hälfte 18. Jahrhundert | D-2-77-113-69 Wikidata | BW   |

### Lederling
| Lage                   | Objekt                                               | Beschreibung | Akten-Nr.               | Bild |
| ---------------------- | ---------------------------------------------------- | --- | ----------------------- | ---- |
| Lederling 2 (Standort) | Rottaler Bauernhaus                                  | Mit Blockbau-Obergeschoss und Schroten, um 1750 # Backstein-Toreinfahrt, zweite Hälfte 19. Jahrhundert | D-2-77-113-70 Wikidata  | BW   |
| Lederling 3 (Standort) | Bauernhaus                                           | Teilweise verschindeltes Blockbau-Obergeschoss mit Halbschroten, um 1720 | D-2-77-113-71 Wikidata  | BW   |
| Lederling 5 (Standort) | Vierseithof                                          | Wohnhaus, zweigeschossiger Blockbau, teilweise verschindelt, um 1760 Stadel, stattlicher zweitenniger Ziegelbau, bezeichnet „1877“, Hochtenne von 1948 Stallung, Ziegelbau mit Traidboden im Obergeschoss, um 1877 Remise, Ziegelbau, erbaut 1910 | D-2-77-113-73 Wikidata  | BW   |
| Lederling 8 (Standort) | Blockbau-Obergeschoss eines Rottaler Wohnstallhauses | Mit flach geneigtem Satteldach und zwei Giebelschroten, wohl erste Hälfte 19. Jahrhundert, 1986 hierher auf neu gemauertes Erdgeschoss versetzt von Haus Nummer 93 in Rampelhub, Stadt Simbach am Inn, Flur Nr. 1315 Reicher Gitterbundwerkstadel mit Bemalung, bezeichnet „1855“, 1992 hierher auf neu gemauertes Erdgeschoss versetzt von Braunauer Straße 3 in Godlsham, Flur Nr. 1357, Markt Triftern | D-2-77-113-136 Wikidata | BW   |

### Leithen
| Lage                             | Objekt              | Beschreibung | Akten-Nr.              | Bild |
| -------------------------------- | ------------------- | --- | ---------------------- | ---- |
| Leithenbauerstraße 21 (Standort) | Rottaler Bauernhaus | Zweigeschossiger, offener Blockbau mit flach geneigtem Satteldach, reichen Schnitzereien und Bemalung, bezeichnet „1768“ | D-2-77-113-74 Wikidata | BW   |

### Lengham
| Lage                            | Objekt                              | Beschreibung | Akten-Nr.              | Bild                                |
| ------------------------------- | ----------------------------------- | --- | ---------------------- | ----------------------------------- |
| Luderbacher Straße 4 (Standort) | Katholische Filialkirche St. Ulrich | Langhaus spätromanisch 13. Jahrhundert, Chor frühgotisch 14. Jahrhundert, Sakristei spätgotisch um 1500; mit Ausstattung | D-2-77-113-75 Wikidata | Katholische Filialkirche St. Ulrich |

### Mühlham
| Lage                 | Objekt              | Beschreibung | Akten-Nr.              | Bild |
| -------------------- | ------------------- | --- | ---------------------- | ---- |
| Mühlham 1 (Standort) | Rottaler Bauernhaus | Zweigeschossiger Blockbau, zum Teil verbrettert, mit flach geneigtem Satteldach und Schrot, um 1780/90 Ostflügel, Ständerbohlenstadel, drittes Viertel 19. Jahrhundert | D-2-77-113-76 Wikidata | BW   |

### Nindorf
| Lage                      | Objekt                | Beschreibung                                                                | Akten-Nr.              | Bild |
| ------------------------- | --------------------- | --------------------------------------------------------------------------- | ---------------------- | ---- |
| Gruberstraße 2 (Standort) | Zugehöriger Ostflügel | Ständerbohlen-Bundwerkstadel mit flachem Satteldach, Anfang 19. Jahrhundert | D-2-77-113-78 Wikidata | BW   |

### Oberbirnbach
| Lage                       | Objekt                              | Beschreibung                                                                                          | Akten-Nr.              | Bild |
| -------------------------- | ----------------------------------- | --- | ---------------------- | ---- |
| Oberbirnbach 8 (Standort)  | Bauernhaus eines kleinen Hakenhofes | Mit Blockbau-Obergeschoss, flach geneigtem Satteldach und zwei Giebelschroten, Anfang 19. Jahrhundert | D-2-77-113-79 Wikidata | BW   |
| Oberbirnbach 13 (Standort) | Stattlicher Einfirsthof             | Blockbau, wohl Mitte 19. Jahrhundert, mit späterem Dach                                               | D-2-77-113-81 Wikidata | BW   |
| Oberbirnbach 15 (Standort) | Bauernhaus eines Vierseithofes      | Zweigeschossiger Blockbau mit Traufschrot, Anfang 19. Jahrhundert, Dach später                        | D-2-77-113-83 Wikidata | BW   |

### Obertattenbach
| Lage                         | Objekt                            | Beschreibung | Akten-Nr.              | Bild |
| ---------------------------- | --------------------------------- | --- | ---------------------- | ---- |
| Obertattenbach 2 (Standort)  | Bauernhaus eines Vierseithofes    | Mit Blockbau-Obergeschoss und flach geneigten Satteldach, erneuert, im Kern Ende 18. Jahrhundert | D-2-77-113-85 Wikidata | BW   |
| Obertattenbach 3 (Standort)  | Bauernhaus eines Vierseithofes    | Zweigeschossiger Blockbau, mit flach geneigtem Satteldach und zwei Giebelschroten, Rottaler Typus, um 1760/80 Stallstadel, mit Traidkasten im Obergeschoss, Blockbau, erstes Drittel 19. Jahrhundert | D-2-77-113-86 Wikidata | BW   |
| Obertattenbach 7 (Standort)  | Mittertennbau                     | Blockbau, erste Hälfte 19. Jahrhundert, mit späterem Dach | D-2-77-113-84 Wikidata | BW   |
| Obertattenbach 27 (Standort) | Ehemaliges Bauernhaus in Blockbau | Flach geneigtes Satteldach, erstes Drittel 19. Jahrhundert | D-2-77-113-87 Wikidata | BW   |

### Offenöd
| Lage                 | Objekt                         | Beschreibung                                                                            | Akten-Nr.              | Bild |
| -------------------- | ------------------------------ | --------------------------------------------------------------------------------------- | ---------------------- | ---- |
| Offenöd 2 (Standort) | Bauernhaus eines Vierseithofes | Zweigeschossiger Blockbau, mit Traufschrot, im Kern Anfang 19. Jahrhundert, Dach später | D-2-77-113-89 Wikidata | BW   |

### Ried
| Lage               | Objekt  | Beschreibung                                            | Akten-Nr.              | Bild |
| ------------------ | ------- | ------------------------------------------------------- | ---------------------- | ---- |
| In Ried (Standort) | Kapelle | Holzbau, zweite Hälfte 19. Jahrhundert; mit Ausstattung | D-2-77-113-92 Wikidata | BW   |

### Schatzbach
| Lage                     | Objekt                                            | Beschreibung | Akten-Nr.              | Bild |
| ------------------------ | ------------------------------------------------- | --- | ---------------------- | ---- |
| Schatzbach 12 (Standort) | Bauernhaus                                        | Stattlicher zweigeschossiger Blockbau des späten 18. Jahrhunderts, Dach aufgesteilt                                         | D-2-77-113-94 Wikidata | BW   |
| Schatzbach 13 (Standort) | Ehemaliges Austragshaus mit Blockbau-Obergeschoss | Mitte 19. Jahrhundert, Dach später                                                                                          | D-2-77-113-97 Wikidata | BW   |
| Schatzbach 14 (Standort) | Einfirsthof                                       | Mittertennbau mit Wohnteil in Blockbau, mit flach geneigtem Satteldach, um 1820/40                                          | D-2-77-113-95 Wikidata | BW   |
| Schatzbach 20 (Standort) | Kleinbauernhaus                                   | Blockbau mit Giebelschrot und flach geneigtem Satteldach, zweite Hälfte 18. Jahrhundert                                     | D-2-77-113-96 Wikidata | BW   |
| Schatzbach 30 (Standort) | Bauernhaus eines Vierseithofes                    | In verschindeltem Blockbau, mit Giebelschroten und flach geneigtem Satteldach, Rottaler Haustyp des frühen 19. Jahrhunderts | D-2-77-113-98 Wikidata | BW   |

### Schwaibach
| Lage                       | Objekt                                         | Beschreibung | Akten-Nr.               | Bild                   |
| -------------------------- | ---------------------------------------------- | --- | ----------------------- | ---------------------- |
| Rottstraße 35 (Standort)   | Zugehöriger Stallstadel                        | Mit Bundwerk an der Hofseite, erste Hälfte 19. Jahrhundert | D-2-77-113-100 Wikidata | BW                     |
| Rottstraße 39 (Standort)   | Wohnhaus eines Vierseithofes                   | Zweigeschossiger Massivbau, mit Putzdekor und Architekturgliederung, bezeichnet „1898“ | D-2-77-113-101 Wikidata | BW                     |
| Rottstraße 43 (Standort)   | Katholische Filialkirche St. Petrus und Paulus | Kleiner einschiffiger Bau mit eingezogenem quadratischen Chor und gedrungenem Sattelturm an der Südseite des Schiffes, wohl 14. Jahrhundert, Barockisierung drittes Viertel 17. Jahrhundert; mit Ausstattung                                            | D-2-77-113-102 Wikidata | weitere Bilder         |
| Rottstraße 56 (Standort)   | Zugehöriger Westflügel                         | Großer Steildachstadel mit Bundwerk in der Giebelspitze, nach Mitte 19. Jahrhundert Ostflügel mit aufgeständertem Traidkasten, Mitte 19. Jahrhundert Backhäuschen, Ziegelbau, drittes Viertel 19. Jahrhundert, mit älterem Backofen, nördlich des Hofes | D-2-77-113-103 Wikidata | Zugehöriger Westflügel |
| Zieboldsgasse 1 (Standort) | Kleinbauernhaus in Blockbau                    | Mit Traufschrot, Anfang 19. Jahrhundert, Dach später | D-2-77-113-104 Wikidata | BW                     |
| Zieboldsgasse 4 (Standort) | Bauernhaus eines kleinen Vierseithofes         | Mit Blockbau-Obergeschoss, erste Hälfte 19. Jahrhundert, Dach später Südflügel, Stadel mit Verbretterung und flach geneigtem Satteldach, gegen Mitte 19. Jahrhundert                                                                                    | D-2-77-113-105 Wikidata | BW                     |

### Schwertling
| Lage                      | Objekt                                      | Beschreibung | Akten-Nr.               | Bild |
| ------------------------- | ------------------------------------------- | --- | ----------------------- | ---- |
| In Schwertling (Standort) | Kapelle                                     | Schlichter Holzbau mit Dachreiter, 19. Jahrhundert | D-2-77-113-111 Wikidata | BW   |
| Schwertling 2 (Standort)  | Zugehörig Bundwerkstadel mit Andreaskreuzen | Erstes Drittel 19. Jahrhundert | D-2-77-113-110 Wikidata | BW   |
| Schwertling 10 (Standort) | Bauernhaus eines Dreiseithofes              | Mit Blockbau-Obergeschoss und flach geneigtem Satteldach, zweites Viertel 19. Jahrhundert | D-2-77-113-109 Wikidata | BW   |
| Schwertling 16 (Standort) | Bauernhaus eines Vierseithofes              | In Blockbau, mit Giebelschrot, im Kern Anfang 19. Jahrhundert, Dach in den 1920er Jahren aufgestockt | D-2-77-113-108 Wikidata | BW   |
| Schwertling 20 (Standort) | Bauernhaus eines Vierseithofes              | Mit Blockbau-Obergeschoss und flach geneigtem Satteldach, Anfang 19. Jahrhundert; Ostflügel mit Traidkasten, erste Hälfte 19. Jahrhundert Südflügel mit Blockbau-Obergeschoss, erste Hälfte 19. Jahrhundert | D-2-77-113-107 Wikidata | BW   |
| Schwertling 23 (Standort) | Gasthaus                                    | Stattlicher, dreigeschossiger Bau mit flachem Walmdach und Dekor in Jugendstil-Barock, Anfang 20. Jahrhundert                                                                                               | D-2-77-113-106 Wikidata | BW   |

### Steina
| Lage                                                                                      | Objekt                         | Beschreibung                                                                                        | Akten-Nr.               | Bild |
| ----------------------------------------------------------------------------------------- | ------------------------------ | --------------------------------------------------------------------------------------------------- | ----------------------- | ---- |
| Fürstenbergland (Standort)                                                                | Kapelle                        | Neugotischer Backsteinbau mit Dachreiter, drittes Viertel 19. Jahrhundert, mit Ausstattung          | D-2-77-113-115 Wikidata | BW   |
| Neudecker Weg, nördlich des Ortes an der Hauptstraße, Abzweigung nach Birnbach (Standort) | Kleine Kapelle                 | Wohl 19. Jahrhundert                                                                                | D-2-77-113-117 Wikidata | BW   |
| Steina 7 (Standort)                                                                       | Kapelle                        | Kleiner Satteldachbau, wohl spätes 19. Jahrhundert, mit Ausstattung (Lourdesgrotte)                 | D-2-77-113-116 Wikidata | BW   |
| Steina 13 (Standort)                                                                      | Bauernhaus eines Dreiseithofes | Zweigeschossiger Blockbau, mit hofseitigem Schrot und späterem Dach, im Kern Anfang 19. Jahrhundert | D-2-77-113-113 Wikidata | BW   |
| Steina 16 (Standort)                                                                      | Bauernhaus eines Vierseithofes | Zweigeschossiger Blockbau, im Kern Ende 18. Jahrhundert, Dach später                                | D-2-77-113-114 Wikidata | BW   |

### Stocket
| Lage                 | Objekt      | Beschreibung | Akten-Nr.               | Bild |
| -------------------- | ----------- | --- | ----------------------- | ---- |
| Stocket 1 (Standort) | Einfirsthof | Mittertennbau mit flach geneigtem Satteldach und Giebelschrot, Obergeschoss in verschaltem Blockbau, zweites Viertel 19. Jahrhundert | D-2-77-113-118 Wikidata | BW   |

### Stockhäuser
| Lage                     | Objekt      | Beschreibung | Akten-Nr.               | Bild |
| ------------------------ | ----------- | --- | ----------------------- | ---- |
| Stockhäuser 1 (Standort) | Einfirsthof | Mittertennbau, zum Teil offener zweigeschossiger Blockbau mit flach geneigtem Satteldach, zweite Hälfte 17. Jahrhundert Stallstadel, Mitte 19. Jahrhundert Westflügel mit Remise und Traidkasten, Mitte 19. Jahrhundert | D-2-77-113-119 Wikidata | BW   |
| Stockhäuser 2 (Standort) | Einfirsthof | Mittertennbau, stattlicher, verschindelter Blockbau, im Kern zweite Hälfte 18. Jahrhundert, Dach nachträglich aufgesteilt | D-2-77-113-120 Wikidata | BW   |
| Stockhäuser 3 (Standort) | Dreiseithof | Hofanlage, 2. Viertel 19. Jahrhundert; Wohnhaus an der Ostseite, zweigeschossiger, verschindelter und verbretterter Blockbau mit vorgezogenem Satteldach und Balusterschrot, Erdgeschoss zum Teil ausgemauert; Stallstadel an der Südseite, verschalter Ständerbau mit massivem Stallteil, Bundwerk am Blockbaukniestock an der Hofseite; Remise an der Westseite, verschalter Ständerbau mit Satteldach und Kammer in Blockbauweise; Holztor an der Nordseite | D-2-77-113-146          | BW   |

### Sturzholz
| Lage                   | Objekt        | Beschreibung | Akten-Nr.               | Bild |
| ---------------------- | ------------- | --- | ----------------------- | ---- |
| Sturzholz 3 (Standort) | Bauernhaus    | Mittertennbau, zweigeschossiger Blockbau, mit flach geneigtem Satteldach und vorgesetzter Giebelkammer, um 1820/40 | D-2-77-113-121 Wikidata | BW   |
| Sturzholz 6 (Standort) | Mittertennbau | Stattlicher zweigeschossiger Blockbau mit modern aufgesteiltem Dach, im Kern Ende 18. Jahrhundert                  | D-2-77-113-122 Wikidata | BW   |
| Sturzholz 8 (Standort) | Bauernhaus    | Zweigeschossiger Blockbau, mit flach geneigtem Satteldach, zweite Hälfte 18. Jahrhundert                           | D-2-77-113-123 Wikidata | BW   |

### Unterhitzling
| Lage                       | Objekt                                  | Beschreibung                                                                            | Akten-Nr.               | Bild |
| -------------------------- | --------------------------------------- | --------------------------------------------------------------------------------------- | ----------------------- | ---- |
| Unterhitzling 3 (Standort) | Rottaler Bauernhaus eines Vierseithofes | Blockbau mit flach geneigtem Satteldach und zwei Giebelschroten, bezeichnet „1819“      | D-2-77-113-124 Wikidata | BW   |
| Unterhitzling 4 (Standort) | Bauernhaus des Dreiseithofes            | Zweigeschossiger Blockbau, mit Traufschrot, erstes Drittel 19. Jahrhundert, Dach später | D-2-77-113-125 Wikidata | BW   |

### Untertattenbach
| Lage                          | Objekt                                    | Beschreibung                                                                         | Akten-Nr.               | Bild |
| ----------------------------- | ----------------------------------------- | ------------------------------------------------------------------------------------ | ----------------------- | ---- |
| Untertattenbach 17 (Standort) | Bauernhaus eines ehemaligen Vierseithofes | Mit Blockbau-Obergeschoss, im Kern wohl drittes Viertel 18. Jahrhundert, Dach später | D-2-77-113-129 Wikidata | BW   |

### Wimm
| Lage                                     | Objekt                                              | Beschreibung                                                                                         | Akten-Nr.               | Bild |
| ---------------------------------------- | --------------------------------------------------- | --- | ----------------------- | ---- |
| Flur Wimm, nördlich des Hofes (Standort) | Gemauerter Bildstock                                | Mitte 19. Jahrhundert                                                                                | D-2-77-113-131 Wikidata | BW   |
| Wimm 1 (Standort)                        | Rottaler Bauernhaus eines stattlichen Vierseithofes | Zweigeschossiger Blockbau, mit flach geneigtem Satteldach und zwei Giebelschroten, bezeichnet „1776“ | D-2-77-113-130 Wikidata | BW   |

### Wingrub
| Lage                 | Objekt        | Beschreibung                                                                                | Akten-Nr.               | Bild |
| -------------------- | ------------- | ------------------------------------------------------------------------------------------- | ----------------------- | ---- |
| Wingrub 1 (Standort) | Wohnstallhaus | In Blockbau mit hofseitigem Schrot, im Kern Ende 18. Jahrhundert, Dach nachträglich gedreht | D-2-77-113-132 Wikidata | BW   |

### Winkl
| Lage                                                                | Objekt                         | Beschreibung                                                                                      | Akten-Nr.               | Bild |
| ------------------------------------------------------------------- | ------------------------------ | ------------------------------------------------------------------------------------------------- | ----------------------- | ---- |
| Nähe Aicha, an der Kreisstraße gegenüber der Ortszufahrt (Standort) | Kapelle                        | Kleiner Holzbau, bezeichnet „1938“                                                                | D-2-77-113-135 Wikidata | BW   |
| Winkl 1 (Standort)                                                  | Bauernhaus eines Vierseithofes | Massivbau mit reichem Stuck- und Putzdekor, erbaut 1887                                           | D-2-77-113-134 Wikidata | BW   |
| Winkl 3 (Standort)                                                  | Ehemaliges Bauernhaus          | Verschalter Blockbau mit flach geneigtem Satteldach, im Kern wohl drittes Viertel 17. Jahrhundert | D-2-77-113-133 Wikidata | BW   |

## Ehemalige Baudenkmäler
In diesem Abschnitt sind Objekte aufgeführt, die früher einmal in der Denkmalliste eingetragen waren, jetzt aber nicht mehr. Objekte, die in anderem Zusammenhang – also z. B. als Teil eines Baudenkmals – weiter eingetragen sind, sollen hier nicht aufgeführt werden. Aktennummern in diesem Abschnitt sind ehemalige, jetzt nicht mehr gültige Aktennummern. 

| Lage                                                       | Objekt                                  | Beschreibung                                                                                        | Akten-Nr.               | Bild |
| ---------------------------------------------------------- | --------------------------------------- | --------------------------------------------------------------------------------------------------- | ----------------------- | --- |
| Eglgeßing Eglgeßing 1 (südwestlich am Waldrand) (Standort) | kleine Kapelle                          | Ende 19. Jahrhundert                                                                                | D-2-77-113-36 Wikidata  | [[Vorlage:Bilderwunsch/code!/C:48.460095023204,13.042050898075!/D:Eglgeßing 1 (südwestlich am Waldrand), kleine Kapelle!/\|BW]] |
| Grubunterthanet Grubunterthanet 1 (Standort)               | Wohnhaus eines ehemaligen Vierseithofes | Stattlicher zweigeschossiger Blockbau mit flach geneigtem Satteldach, zweite Hälfte 18. Jahrhundert | D-2-77-113-144 Wikidata | BW |
| Weinberg bei Weinberg, nördlich unterhalb des Ortes ()     | Feldkapelle                             | Kleiner Ziegelbau, spätes 19. Jahrhundert                                                           | D-2-77-113-142 Wikidata | |

## Abgegangene Baudenkmäler
In diesem Abschnitt sind Objekte aufgeführt, die früher einmal in der Denkmalliste eingetragen waren, jetzt aber nicht mehr existieren, z. B. weil sie abgebrochen wurden. Aktennummern in diesem Abschnitt sind ehemalige, jetzt nicht mehr gültige Aktennummern.

| Lage                                      | Objekt                    | Beschreibung | Akten-Nr.              | Bild                      |
| ----------------------------------------- | ------------------------- | --- | ---------------------- | ------------------------- |
| Bad Birnbach Passauer Straße 7 (Standort) | Ehemaliges Handwerkerhaus | Schmaler, zweigeschossiger Blockbau, Anfang 19. Jahrhundert, Dach und Ladeneinbau Ende 19. Jahrhundert; abgebrochen im November 2024 | D-2-77-113-10 Wikidata | Ehemaliges Handwerkerhaus |